# Garrett Cleavinger
Garrett J. Cleavinger (Lawrence, Kansas, 23 de abril de 1994), más conocido como Garrett Cleavinger, es un jugador profesional estadounidense de béisbol que se desempeña en la posición de lanzador en Tampa Bay Rays, equipo de las Grandes Ligas de Béisbol (MLB).

## Carrera
Cleavinger hizo su debut en la MLB con el equipo Philadelphia Phillies, en el cual jugó una temporada (2020), después pasó a Los Angeles Dodgers (2021-2022), posteriormente a Tampa Bay Rays, donde lleva jugando tres temporadas.